# Apostilla de La Haya

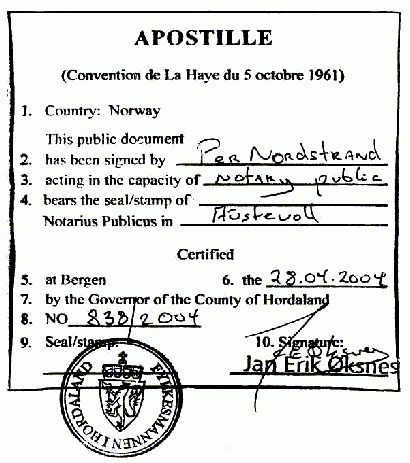
Una apostilla emitida por las autoridades noruegas

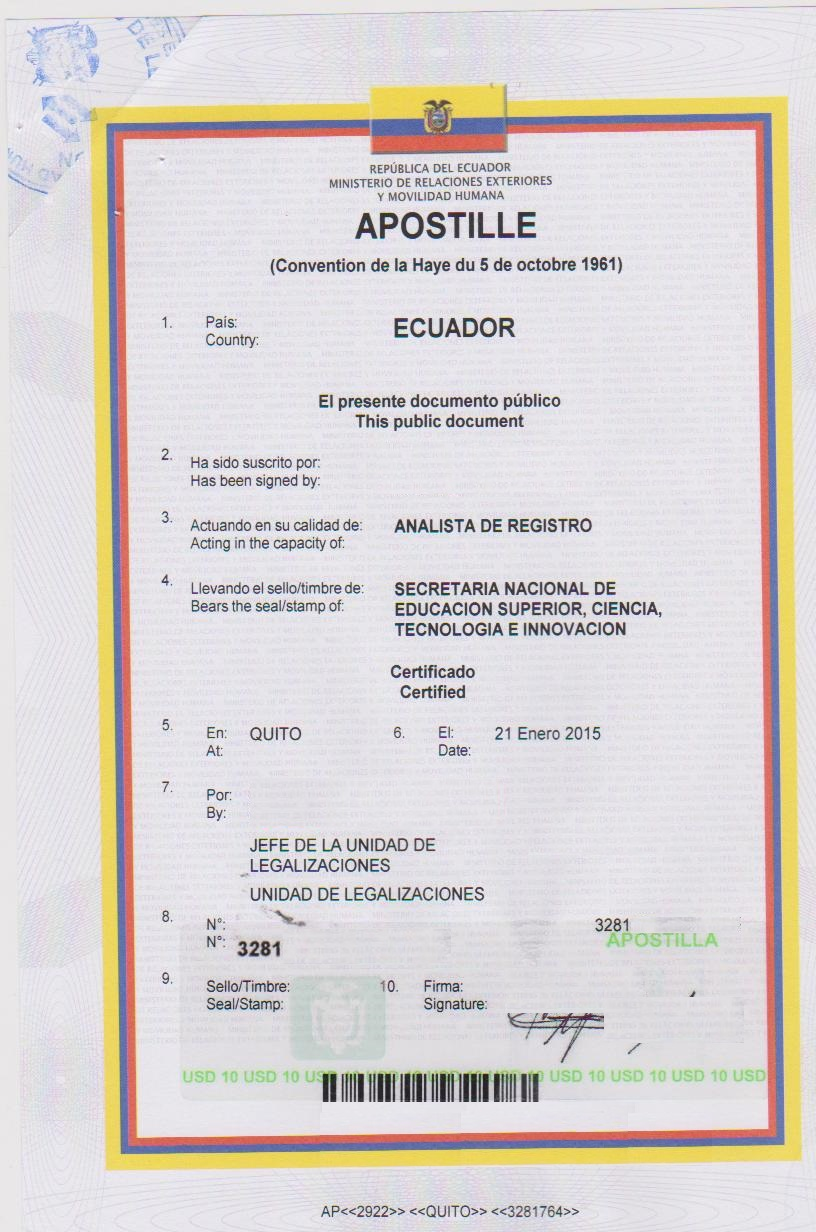
Apostilla de la Haya expedida en Ecuador (modificada para proteger identidades)

La apostilla de La Haya (o simplemente apostilla, también en francés: apostille, "nota" o "anotación") es un método simplificado de legalización de documentos a efectos de verificar su autenticidad en el ámbito del Derecho internacional privado. Físicamente consiste en una hoja que se agrega (adherida al reverso o en una página adicional) a los documentos que la autoridad competente estampa sobre una copia del documento público. Fue introducido como método alternativo a la legalización por el Convenio de La Haya (también conocido como Convención de La Haya (véase Apostille Convention o Conferencia de La Haya de Derecho Internacional Privado), de fecha 5 de octubre de 1961.[cita requerida]
En algunos países (España, por ejemplo), la apostilla puede obtenerse de forma digital (apostilla electrónica  o "e-App"), sustituyendo la firma hológrafa de los documentos públicos apostillados por un certificado o firma electrónica válida, de conformidad con los estándares internacionales. En estos casos, suele existir también un registro electrónico de apostillas (e-register) que reemplaza el tradicional fichero manual de apostillas por un registro electrónico de contraste que permite hacer un seguimiento puntual de las apostillas realmente emitidas.[cita requerida]

## Trámites de la apostilla

### Argentina

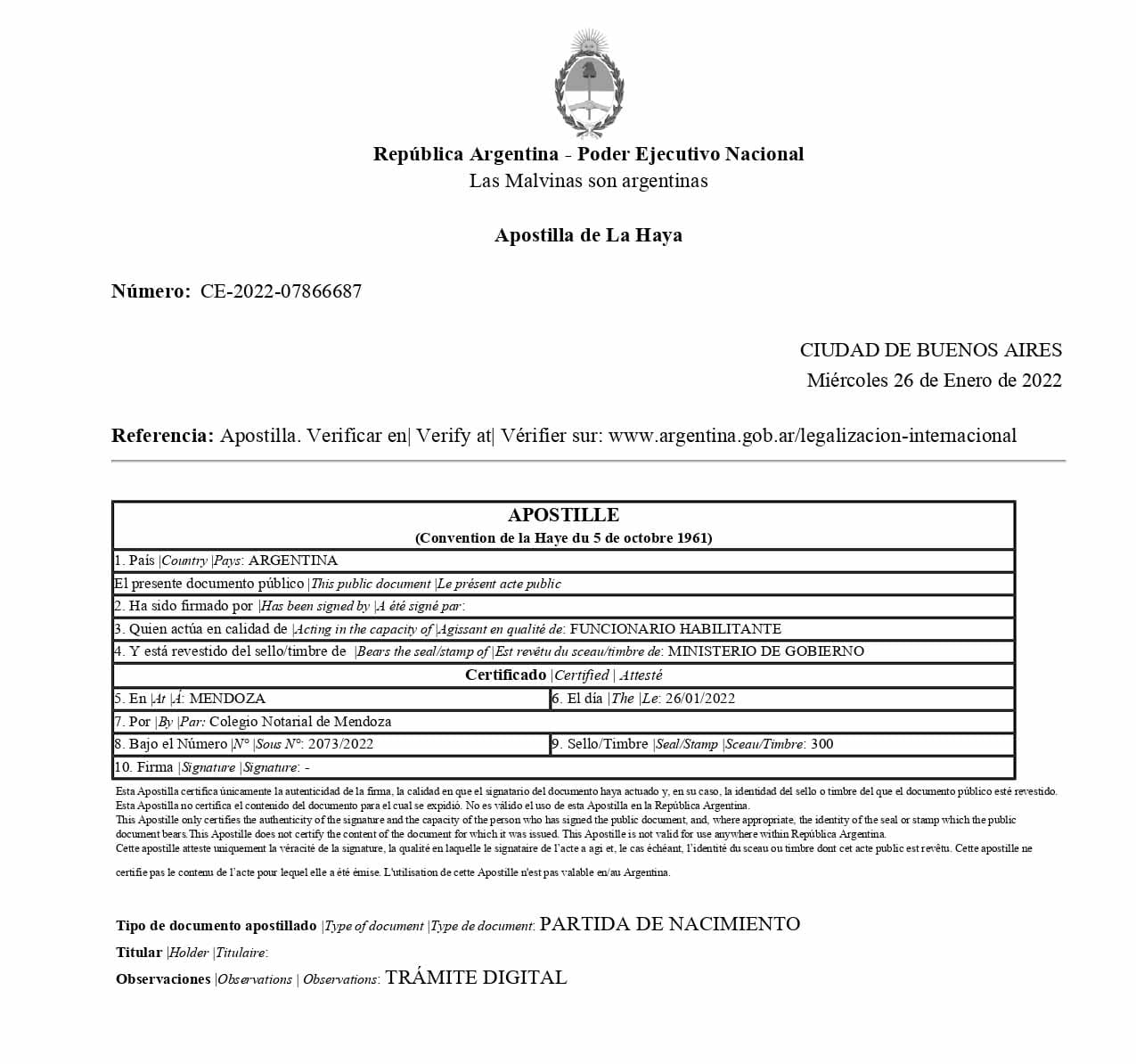
Partida de nacimiento argentina con apostilla de La Haya (modificada para proteger identidades)

La Cancillería cuenta con un sistema para realizar trámites digitalmente. Para personas y empresas que requieran la validación internacional de su documentación, existe el proyecto de certificación de documentación en línea, mediante el cual la Cancillería ha adaptado circuitos ya existentes mediante la opción "Trámite a distancia". A partir de la tramitación en línea de las Apostillas y Legalizaciones de documentos de validez internacional, se puede obtener la certificación de documentos personales o comerciales conservando las exigencias de legalidad nacional e internacional.[cita requerida]

### Bolivia
La Cancillería de Bolivia emite certificados que permiten reconocer los documentos públicos bolivianos en el exterior y suprime la exigencia de legalización de documentos públicos extranjeros en el país. La apostilla se puede solicitar a través de Internet o de manera presencial en las entidades miembro del sistema de emisión de apostillas (Cancillería y oficinas del Ministerio de Relaciones Exteriores en La Paz, Cochabamba o Santa Cruz de la Sierra).[cita requerida]

### Chile
Con la entrada en vigor de la Ley N° 20.711 comenzó a estar vigente la adhesión de Chile al Convenio de Apostilla de La Haya el 30 de agosto de 2016. Se pueden apostillar todos los documentos emitidos por el Servicio de Registro Civil e Identificación de Chile, así como solicitar en cualquier oficina, pero el trámite es más rápido en las oficinas principales de cada región.
Debido a la pandemia de COVID-19, el Registro Civil chileno y otras instituciones empezaron a requerir hora previa para ser atendido desde 2021, la cual puede ser solicitada por Internet con la Clave Única. Desde julio de 2022 se implementó el servicio de Apostilla en Línea, por lo cual se podrá solicitar de manera electrónica la apostilla de más de 28 documentos.

### Colombia
En Colombia, el Ministerio de Relaciones Exteriores colombiano es la autoridad competente para expedir la Apostilla de La Haya. En Colombia, este trámite se hace en línea, a través de Internet.
El Ministerio de Relaciones Exteriores de Colombia, desde el año 2012 implemento la apostilla digital, convirtiéndola en una de las más seguras del mundo, al poderse verificar en tiempo real la autenticidad de la apostilla expedida por la cancilleria. La apostilla de un registro civil, certificado de antecedentes penales o pasaporte, paso de tardar a unos meses a salir inclusive en el mismo día gracias a la implementación de las tecnologías electrónicas

### Costa Rica
En Costa Rica conforme con la ley N.º 8923, publicada en La Gaceta N.º 47 de 8 de marzo de 2011, se aprueba la adhesión de Costa Rica al Convenio de la Haya del 5 de octubre de 1961. Por lo tanto, a partir del 14 de diciembre del 2011, Costa Rica está autorizada para el otorgamiento de Apostillas.[cita requerida]
Documentos que competen a la Dirección General de Servicio Civil
- Certificados de capacitación
- Cualquier documento público de la DGSC

Procedimiento
- Dirigirse a la institución donde se emite el documento requerido. En el caso de la DGSC se debe dirigir al Centro de Capacitación y Desarrollo (CECADES) o a la Oficina de Cooperación Internacional, donde se colocara la firma correspondiente.
- Completar y traer impreso el formulario Solicitud de Firma para Apostilla.
- Pagar en la entidad financiera correspondiente el monto de ¢625.00 correspondiente a los timbres requeridos.
- Dirigirse al Ministerio de Relaciones Exteriores y Culto para su respectiva apostilla.

### Ecuador
La entidad encargada de emitir la apostilla de la Haya en Ecuador es el Ministerio de Relaciones Exteriores y Movilidad Humana, en las Unidades de Legalizaciones del Ministerio de Relaciones Exteriores y Movilidad Humana en el Ecuador.
Este trámite dura alrededor de 1 hora (o menos), y se atiende de 8:30 a 16:00, en la que un funcionario comprueba que el documento es de la entidad que busca ser tramitada, dando fe de la autenticidad del mismo.[cita requerida]
Las siguientes notas, tomadas de la página del Ministerio de Relaciones Exteriores y movilidad humana, explican los alcances y limitaciones de la apostilla:
1. Las instituciones públicas ecuatorianas ni deben, ni pueden exigir legalización o apostilla de un documento ecuatoriano, si este va a ser utilizado en territorio ecuatoriano.
2. La Ley de Modernización del Estado en su Artículo 23 establece que: El Estado y las entidades del sector público que conforman la administración pública, ni podrán exigir que los documentos otorgados en territorio extranjero, legalizados por agente diplomático o Cónsul del Ecuador acreditado en ese territorio extranjero, sean autenticados o legalizados por el Ministerio de Relaciones Exteriores y Movilidad Humana. Tales documentos deben ser presentados directamente en la entidad respectiva para el trámite de rigor.
3. Los documentos extranjeros que van a surtir efecto en el Ecuador, si vienen apostillados por la autoridad competente de cada país, no requieren ser apostillados ni legalizados en el Ministerio de Relaciones Exteriores y Movilidad Humana de Ecuador. Tales documentos deben ser presentados directamente en la entidad respectiva para el trámite de rigor.
4. Los documentos expedidos en otros países legalizados por un Cónsul Ad-Honorem del Ecuador, deberán ser certificados en las unidades de Legalizaciones del Ministerio de Relaciones Exteriores y Movilidad Humana en Ecuador.

### España
En España las autoridades competentes para certificar la autenticidad de un documento mediante la apostilla vienen establecidas por el Real Decreto 1497/2011, de 24 de octubre. Se distingue por el tipo de documento, por ejemplo: documentos administrativos, notariales, judiciales, etcétera.España, por su parte, el 1 de octubre de 1976 procedió a la ratificación del Convenio y se comprometía por tanto a su cumplimiento íntegro.

### Guatemala
En Guatemala el pleno del Congreso de la República, aprobó con fecha 19 de enero de 2016 el Convenio Suprimiendo la Exigencia de Legalización de Documentos Públicos Extranjeros realizado en La Haya el 5 de octubre de 1961, el Convenio fue ratificado por el Presidente de la República y posteriormente publicado en el Diario Oficial con vigencia a partir del 19 de febrero de 2016. En esa serie de etapas y después de haber transcurrido los seis meses para que cualquier Estado parte pueda oponerse a la adhesión del Estado de Guatemala, la apostilla entró en vigencia el 18 de septiembre de 2017. Por medio del Decreto número 1-2016, el Congreso de la República de Guatemala designa al Ministerio de Relaciones Exteriores como la única autoridad competente para aplicar el Convenio, suprimiendo la exigencia de legalización de los documentos públicos extranjeros y este aplica en los siguientes casos: 
- Los documentos emanados de una autoridad o funcionario vinculado a una jurisdicción del Estado, incluyendo los provenientes del Ministerio Público, de un Secretario, Oficial o Agente Judicial.
- Los documentos administrativos. Por ejemplo, certificados de nacimiento, matrimonio, defunción y otros de naturaleza similar.
- Los documentos notariales
- Las certificaciones oficiales que hayan sido puestas sobre documentos privados, tales como razones de registro, comprobaciones sobre la certeza de una fecha y autenticación de firmas.
- Documentos emitidos por establecimientos de educación media, superior y otros diplomas académicos extendidos por instituciones públicas.
- Certificaciones de registros mercantiles y patentes.

El Convenio no aplica a los siguientes documentos: 
- Los documentos expedidos por agentes diplomáticos o consulares.
- Los documentos administrativos que se refieren directamente a una operación mercantil o aduanera.

En el caso de Guatemala la Apostilla no tiene costo, sin embargo debe satisfacerse el impuesto al que se refiere el numeral 2 del Artículo 5 de la Ley de Timbres Fiscales y Papel Sellado Especial para Protocolo, el cual debe cubrirse adhiriéndose a cada certificado especies fiscales por valor de $. 10.00 de los Estados Unidos de América.
La apostilla debe ser reconocida por el país de destino si cumple con los requisitos que exige la Convención. 
La Apostilla podrá ser rechazada únicamente en los siguientes casos: 
- Si su origen no se puede verificar
- Si los elementos formales difieren radicalmente del modelo establecido en la Convención.

La apostilla no puede ser rechazada si varía en diseño, tamaño, color o información adicional. 
Los "certificados de Apostilla" emitidos por países que no son parte de la Convención serán rechazados.[cita requerida]

### Honduras
El Gobierno de Honduras, en seguimiento del artículo 6 del Convenio, designó a la Secretaría de Relaciones Exteriores de Honduras como la entidad oficial para expedir la apostilla. En Estados Unidos se puede realizar este trámite mediante el consulado del respectivo país.[cita requerida]
a) Procedimiento para autenticar o apostillar documentos que surten efecto fuera de Honduras:
- Los documentos expedidos por las instituciones del Estado, Educación Superior Pública y Registro Nacional de las Personas, deberán ser reconocidos por sus respectivas Secretarías Generales y posteriormente autenticadas/apostilladas en la Secretaría de Estado en el Despacho de Relaciones Exteriores.

- Los documentos autenticados por notarios públicos, deberán tener el reconocimiento de la Secretaría General de la Honorable Corte Suprema de Justicia.

b) Procedimiento para autenticar documentos que surten efecto dentro de Honduras:
- Se autentican los documentos expedidos por autoridades diplomáticas y consulares de Honduras en el exterior autorizadas para dicho fin, que van a surtir efecto en Honduras.

- Se autentican los documentos extendidos por autoridades de Honduras que van a surtir efecto en países que no forman parte del Convenio de La Haya (Apostilla).

Cuando una persona o su representante (abogado etcétera) presenta un documento en el Departamento de Auténticas, en la Secretaría de Relaciones Exteriores de Tegucigalpa, se le extenderá un recibo oficial TGR1 de la Tesorería General de la República y deberá llenar una solicitud donde tendrá que especificar el país de destino del documento; el recibo deberá de ser cancelado en una agencia bancaria con el valor indicado por cada documento que desee autenticar o apostillar.[cita requerida]

### México
En México, si la autoridad que emite el documento a apostillar es federal, la apostilla la realiza la Secretaría de Gobernación, y si la emite una autoridad estatal o municipal, se tiene que recurrir a la autoridad designada por el gobierno estatal para tales efectos.[cita requerida]
Los gobiernos de los estados elaboran la apostilla de la siguiente documentación:
- Documentos originales librados por autoridades del fuero común: deberán acudir a las oficinas del gobierno del estado que los emitió;
- Documentos originales emitidos por notario y certificados por el gobierno del estado (excepto copias certificadas y cotejos).

Para poder realizar el apostillado por parte de la Dirección de Coordinación Política con los Poderes de la Unión (Dicoppu), los documentos deben ser certificados previamente en original y librados por autoridades federales.
- Requisitos para el trámite:

Al recibir la documentación, se revisa que cumpla con los siguientes requisitos: 
a) Revisión de documentación del usuario:
- Documento original a tramitar, firmado por un funcionario público facultado o previamente certificado.
- Recibo original de pago de derechos con sello de pagado del banco.
- Identificación oficial vigente de la persona que realiza el trámite.
- Clave Única de Registro de Población del interesado (CURP),[11] para su cotejo.

b) Revisión de documentación de foráneo:
- Escrito libre de solicitud de trámite.
- Documento original a tramitar, firmado por un funcionario público facultado o previamente certificado.
- Recibo original de pago de derechos con sello de pago del banco.
- Copia de identificación oficial vigente de la persona que realiza el trámite.
- Copia de la CURP
- Guía de remisión con el que se envían los documentos y una guía pre-pagada (debidamente llenada) con gastos cubiertos de recolección para enviar la documentación tramitada.

c) Revisión de documentación de exentos:
- Oficio de solicitud de trámite
- Documento original a tramitar, firmado por un funcionario público facultado o previamente certificado.

Se revisa que la firma del servidor público que aparece en el documento a tramitar esté registrada en la base de datos de la Dicoppu; se coteja la firma, el nombre, el cargo, la fecha y la dependencia o institución que lo emite. En caso de que la firma del servidor público no esté registrada, se solicita a la Oficina de Registro y Digitalización de Firmas que realice las gestiones pertinentes para su registro.
Si se detecta alguna diferencia significativa entre la firma registrada y la que contiene el documento o cualquier otra irregularidad, el documento deberá turnarse al Subdirector de Formalización y Control para que este determine si el documento es original o un documento apócrifo, en cuyo caso se dará aviso a las autoridades correspondientes.[cita requerida]
- Pago de derechos y duración del trámite

El pago de los trámites de la apostilla deberá hacerse en cualquier banco mediante la hoja de ayuda que se obtiene de la página web de la Dicoppu.
El monto que deberá cubrirse es de $782.00 (setecientos ochenta y dos pesos mexicanos).[cita requerida]
Los trámites realizados en ventanilla por los usuarios se tramitan en 85 minutos (sin que excedan cinco documentos por usuario); los solicitados vía Control de Gestión Exentos se realizan el mismo día, y los solicitados por foráneos, dos días hábiles.[cita requerida]
Si, al momento de validar el pago, el SISLAC no autoriza su autenticidad, este no se recibirá a menos que el banco donde se realizó el pago otorgue una carta donde describa el nombre de la persona que realizó el pago, el monto, el número de operación y la llave de pago.[cita requerida]
- Entrega de documentos

Concluido el trámite, los documentos se entregarán al usuario en la ventanilla correspondiente, presentando identificación oficial vigente y el contra-recibo debidamente lleno. Asimismo, se le proporcionará al usuario una encuesta de satisfacción. 
La Dicoppu conservará el recibo de pago original del banco.
En el caso de documentos foráneos y exentos, una vez firmados se elabora el oficio correspondiente, tramitando la firma del director de Coordinación Política con los Poderes de la Unión o del Subdirector de Formalización y Control.
Ya firmado el oficio, en el caso de exentos, se entrega en el Departamento de Control de Gestión la documentación tramitada, el contra-recibo y la encuesta de satisfacción, que llenará la persona que recolecte el documento.
Si se tratara de documentos exentos fuera del Ciudad de México, se enviarán vía Correos de México; en el caso de foráneos, se enviarán a través de la empresa de paquetería elegida por el usuario; la documentación se envía en un sobre que contiene el oficio y la documentación tramitada. En estos casos, el contra-recibo será llenado por la Dicoppu.
- Para foráneos y exentos, la Dicoppu armará un expediente con la siguiente documentación:

Oficio o escrito libre de solicitud de trámite.
Guía con la que ingresó el trámite en el caso de foráneos.
Acuse del oficio entregado vía Control de Gestión o la guía con la que se envió el trámite.
Copias de los documentos que se tramitaron.
Recibo original de pago en el caso de foráneos.
Copia de identificación oficial vigente y copia de CURP.[cita requerida]

### Nicaragua
En Nicaragua el Ministerio de Relaciones Exteriores o cancillería por la Dirección General Consular es la autoridad competente.[cita requerida]

### Perú
En Perú, la Apostilla es una certificación por la cual el gobierno peruano, a través del Ministerio de Relaciones Exteriores, legaliza la autenticidad de la firma y el título con que actuó el funcionario peruano que suscribe un documento expedido en el Perú y que va a surtir efectos legales ante un país integrante de la Convención de la Haya sobre Abolición del Requisito de Legalización para Documentos Públicos Extranjeros de 1961.[cita requerida]
Requisitos
- El Ministerio de Relaciones Exteriores del Perú apostilla únicamente documentos expedidos por autoridades públicas peruanas.
- Sólo se apostillan documentos originales y/o copias certificadas con la firma de la autoridad competente previamente registrada.
- Si el país al cual se va a presentar el documento requiere su traducción, esta también tendrá que apostillarse.
- Los documentos deben de contar con la cadena de certificaciones antes de ser apostillados.

### Portugal
En Portugal el trámite se realiza con la Procuraduría General de la República. El organismo cuenta con seis localidades destinadas a atención al público para gestionar la apostilla: Lisboa, Coímbra, Évora, Oporto, Funchal (Madeira) y Punta Delgada (Azores).[cita requerida]

### Uruguay
Es la autenticación de la firma que figura en documentos emitidos o intervenidos por organismos públicos uruguayos, para que puedan ser utilizados en el exterior. Dependiendo del país en el que se deba presentar la documentación, se deberá legalizar o apostillar la documentación. La apostilla es una legalización internacional de la cual Uruguay y muchos otros países forman parte. El convenio consiste en que cada país apostilla sus propios documentos y automáticamente es válido desde el punto de vista de las legalizaciones en los otros países que forman parte del Convenio de La Haya. Dicho trámite se hace en el Ministerio de Relaciones Exteriores, a través de su sitio web.[cita requerida]

### Venezuela
En Venezuela, el trámite es realizado por el Ministerio del Poder Popular para las Relaciones Exteriores. Los requisitos son los siguientes:
1. Se debe realizar la cita en la página del Ministerio de Poder Popular para las Relaciones Exteriores. 
  1. Esperar la asignación de fecha para la entrega de los documentos, esta le será enviada al correo electrónico. En caso de que no tenga el correo electrónico, debe llevar una captura de pantalla de la página web, en donde se muestra la asignación de la cita y en la parte posterior debe realizar una exposición de motivos del por qué no está consignando el correo.
  2. El solicitante, el día de la entrega de documentos debe consignar un sobre manila con lo siguiente:  
    1. Dos (2) copias del correo electrónico de asignación de cita o capture de pantalla.
    2. Dos (2) copias de la cédula de identidad del solicitante.
    3. Documentos relacionados en el portal para su apostilla.

  3. En el caso de ser apoderado, el día de la cita debe consignar un sobre manila con lo siguiente:  
    1. Tres (3) copias del correo electrónico de asignación de la cita o capture de pantalla.
    2. Tres (3) copias de la cédula de identidad del solicitante.
    3. Tres (3) copias de la cédula de identidad del apoderado.
    4. Una (1) Copia del poder de representación.
    5. Original de poder de representación, con la facultad expresa para realizar el trámite de apostilla.

Adicionalmente a estos pasos, el Ministerio del Poder Popular para las Relaciones Exteriores habilitó los procesos automáticos de verificación de certificaciones de documentos para emitir la apostilla electrónica. Uno de los procesos es el de los antecedentes penales emitidos por el Ministerio del Poder Popular para Relaciones Interiores, Justicia y Paz. Al ser emitidos los antecedentes penales u hoja de delincuencia conocido en otros países, se obtiene un código de certificación, este código se incluye en el proceso de cargar los documentos en la página de legalizaciones/apostilla. Se valida el código y la fecha de emisión y al momento de guardar la información le indicará cuándo y dónde recibirá la apostilla electrónica. Este proceso puede demorar 10 días hábiles y podrá ser recibido a su correo electrónico.[cita requerida]
1. Los documentos públicos o privados deberán ser certificados por los ministerios correspondientes y o las instituciones o funcionarios públicos autorizadas por los mismos para dicho fin. NOTA: Existen documentos civiles que antes de ser certificados, deben llevar autenticación de un Notario Público, como lo es en el caso de Constancias de Trabajo, Certificados de Cursos y Diplomados, Cartas de Soltería y referencias comerciales y personales. En el caso de los documentos universitarios, deben ir legalizados (refrendados) mediante cita previa del Ministerio del Poder Popular para la Educación Universitaria Ciencia y Tecnología y los documentos de bachillerato deben llevar sello de la zona educativa correspondiente al domicilio fiscal de la institución Educativa.
2. Solo se recibirán documentos originales emitidos por las instituciones venezolanas correspondientes o las copias certificadas de los mismos dependiendo del caso, siempre será necesario consultar con un Abogado especializado en procesos migratorios para dicho país.
3. Los documentos deben estar previamente certificados por las autoridades civiles y legalizados por los Registradores Principales:

- Primero ante Registro Civil, su municipio y/o parroquia del estado correspondiente, solicitando en dicha institución la copia certificada de los libros de registros correspondientes al documento a solicitar, se recomienda, copia fiel y exacta del libro de registro.
- Segundo ante el Servicio Autónomo de Registros y Notarias, quien es el Ente Regulado por el Ministerio del Poder Popular para Interior Justicia y Paz y que también regula los procesos de Registro Principal por estado. Para el año 2018 se habilitó el nuevo sistema de citas programadas en el que se solicita una cita para el trámite requerido, y el día asignado se calculan las tasas según lo establecido en la Ley de Registros y del Notario, con tasa de Unidad Tributaria actual.
- Menores de edad están exentos del pago de unidades tributarias.

## Estados signatarios de la Convención de la Apostilla que también son miembros de la HCCH
| Estado firmante | Fecha de adhesión a HCCH | Firma      | Ratificación, adhesión o sucesión                                            | Entrada en vigor                                                             |
| --- | ------------------------ | ---------- | ---------------------------------------------------------------------------- | ---------------------------------------------------------------------------- |
| Albania | 04-06-2002               |            | 03-09-2003                                                                   | 09-05-2004                                                                   |
| Alemania | 14-12-1955               | 05-10-1961 | 15-12-1965                                                                   | 13-02-1966                                                                   |
| Andorra | 11-06-2015               |            | 15-04-1996                                                                   | 31-12-1996                                                                   |
| Arabia Saudita | 19-10-2016               |            | 08-04-2022                                                                   | 07-12-2022                                                                   |
| Argentina | 28-04-1972               |            | 08-05-1987                                                                   | 18-02-1988                                                                   |
| Armenia | 28-04-2015               |            | 19-11-1993                                                                   | 14-08-1994                                                                   |
| Australia | 01-11-1973               |            | 11-07-1994                                                                   | 16-03-1995                                                                   |
| Austria | 15-07-1955               | 05-10-1961 | 14-11-1967                                                                   | 13-01-1968                                                                   |
| Azerbaiyán | 29-07-2014               |            | 13-05-2004                                                                   | 02-03-2005                                                                   |
| Belarús | 12-07-2001               |            | 16-06-1992                                                                   | 31-05-1992                                                                   |
| Bélgica | 15-07-1955               | 10-03-1970 | 11-12-1975                                                                   | 09-02-1976                                                                   |
| Bosnia-Herzegovina | 07-06-2001               |            | 23-08-1993                                                                   | 06-03-1992                                                                   |
| Brasil | 23-02-2001               |            | 02-12-2015                                                                   | 14-08-2016                                                                   |
| Bulgaria | 22-04-1999               |            | 01-08-2000                                                                   | 29-04-2001                                                                   |
| Canadá | 07-10-1968               |            | 12-05-2023                                                                   | 11-01-2024                                                                   |
| Chile | 25-04-1986               |            | 16-12-2015                                                                   | 30-08-2016                                                                   |
| China * Hong Kong * Macao | 03-07-1987               |            | 08-03-2023 21-08-1964 06-12-1968                                             | 07-11-2023 24-01-1965 04-02-1969                                             |
| Chipre | 08-10-1984               |            | 26-07-1972                                                                   | 30-04-1973                                                                   |
| Corea del Sur | 20-08-1997               |            | 25-10-2006                                                                   | 14-07-2007                                                                   |
| Costa Rica | 27-01-2011               |            | 06-04-2011                                                                   | 14-12-2011                                                                   |
| Croacia | 12-06-1995               |            | 23-04-1993                                                                   | 08-10-1991                                                                   |
| Dinamarca * Islas Feroe | 15-07-1955               | 20-10-2006 | 30-10-2006                                                                   | 29-12-2006 14-10-2021                                                        |
| Ecuador | 02-11-2007               |            | 02-07-2004                                                                   | 02-04-2005                                                                   |
| El Salvador | 02-03-2022               |            | 14-09-1995                                                                   | 31-05-1996                                                                   |
| Eslovaquia | 26-04-1993               |            | 06-06-2001                                                                   | 18-02-2002                                                                   |
| Eslovenia | 18-06-1992               |            | 08-06-1992                                                                   | 25-06-1991                                                                   |
| España | 15-07-1955               | 21-10-1976 | 27-07-1978                                                                   | 25-09-1978                                                                   |
| Estados Unidos | 15-10-1964               |            | 24-12-1980                                                                   | 15-10-1981                                                                   |
| Estonia | 13-05-1998               |            | 11-12-2000                                                                   | 30-09-2001                                                                   |
| Filipinas | 14-07-2010               |            | 12-09-2018                                                                   | 14-05-2019                                                                   |
| Finlandia | 02-12-1955               | 13-03-1962 | 27-06-1985                                                                   | 26-08-1985                                                                   |
| Francia | 20-04-1964               | 09-10-1961 | 25-11-1964                                                                   | 24-01-1965                                                                   |
| Georgia | 28-05-2001               |            | 21-08-2006                                                                   | 14-05-2007                                                                   |
| Grecia | 26-08-1955               | 05-10-1961 | 19-03-1985                                                                   | 18-05-1985                                                                   |
| Honduras | 09-09-2021               |            | 20-01-2004                                                                   | 30-09-2004                                                                   |
| Hungría | 06-01-1987               |            | 18-04-1972                                                                   | 18-01-1973                                                                   |
| India | 13-03-2008               |            | 26-10-2004                                                                   | 14-07-2005                                                                   |
| Irlanda | 26-08-1955               | 29-10-1996 | 08-01-1999                                                                   | 09-03-1999                                                                   |
| Islandia | 14-11-2003               | 07-09-2004 | 28-09-2004                                                                   | 27-11-2004                                                                   |
| Israel | 24-09-1964               |            | 11-11-1977                                                                   | 14-08-1978                                                                   |
| Italia | 26-06-1957               | 15-12-1961 | 13-12-1977                                                                   | 11-02-1978                                                                   |
| Japón | 27-06-1957               | 12-03-1970 | 28-05-1970                                                                   | 27-07-1970                                                                   |
| Kazajistán | 14-06-2017               |            | 05-04-2000                                                                   | 30-01-2001                                                                   |
| Letonia | 11-08-1992               |            | 11-05-1995                                                                   | 30-01-1996                                                                   |
| Lituania | 23-10-2001               |            | 05-11-1996                                                                   | 19-07-1997                                                                   |
| Luxemburgo | 12-03-1956               | 05-10-1961 | 04-04-1979                                                                   | 03-06-1979                                                                   |
| Macedonia del Norte | 20-09-1993               |            | 20-09-1993                                                                   | 17-11-1991                                                                   |
| Malta | 30-01-1995               |            | 12-06-1967                                                                   | 03-03-1968                                                                   |
| Marruecos | 06-09-1993               |            | 27-11-2015                                                                   | 14-08-2016                                                                   |
| Mauricio | 19-01-2011               |            | 20-12-1968                                                                   | 12-03-1968                                                                   |
| México | 18-03-1986               |            | 01-12-1994                                                                   | 14-08-1995                                                                   |
| Moldavia | 16-03-2016               |            | 19-06-2006                                                                   | 16-03-2007                                                                   |
| Mónaco | 08-08-1996               |            | 24-04-2002                                                                   | 31-12-2002                                                                   |
| Mongolia | 01-07-2021               |            | 02-04-2009                                                                   | 31-12-2009                                                                   |
| Montenegro | 01-03-2007               |            | 30-01-2007                                                                   | 03-06-2006                                                                   |
| Namibia | 19-01-2021               |            | 25-04-2000                                                                   | 30-01-2001                                                                   |
| Nicaragua | 21-10-2020               |            | 07-09-2012                                                                   | 14-05-2013                                                                   |
| Noruega | 15-07-1955               | 30-05-1983 | 30-05-1983                                                                   | 29-07-1983                                                                   |
| Nueva Zelanda | 05-02-2002               |            | 07-02-2001                                                                   | 22-11-2001                                                                   |
| Países Bajos * Aruba * Curazao * San Martín * Bonaire * San Eustaquio * Saba | 15-07-1955               | 30-11-1962 | 09-08-1965                                                                   | 08-10-1965 01-01-1986 10-10-2010 10-10-2010                                  |
| Panamá | 29-05-2002               |            | 30-10-1990                                                                   | 04-08-1991                                                                   |
| Paraguay | 28-06-2005               |            | 10-12-2013                                                                   | 30-08-2014                                                                   |
| Perú | 29-01-2001               |            | 13-01-2010                                                                   | 30-09-2010                                                                   |
| Polonia | 29-05-1984               |            | 19-11-2004                                                                   | 14-08-2005                                                                   |
| Portugal | 15-07-1955               | 20-08-1965 | 06-12-1968                                                                   | 04-02-1969                                                                   |
| Reino Unido * Anguila * Bermudas * Gibraltar * Bailía de Guernsey * Isla de Man * Islas Caimán * Islas Malvinas * Islas Turcas y Caicos * Islas Vírgenes Británicas * Jersey * Montserrat * Isla Santa Elena * Territorio Antártico Británico | 15-07-1955               | 19-10-1961 | 21-08-1964 24-02-1965 21-08-1964 24-02-1965 21-08-1964 24-02-1965 24-02-1965 | 24-01-1965 25-04-1965 24-01-1965 25-04-1965 24-01-1965 25-04-1965 25-04-1965 |
| República Checa | 28-01-1993               |            | 23-06-1998                                                                   | 16-03-1999                                                                   |
| República Dominicana | 04-03-2020               |            | 12-12-2008                                                                   | 30-08-2009                                                                   |
| Ruanda | 05-03-2025               |            | 06-10-2023                                                                   | 05-06-2024                                                                   |
| Rumania | 10-04-1991               |            | 07-06-2000                                                                   | 16-03-2001                                                                   |
| Rusia | 06-12-2001               |            | 04-09-1991                                                                   | 31-05-1992                                                                   |
| Serbia | 26-04-2001               |            | 26-04-2001                                                                   | 27-04-1992                                                                   |
| Singapur | 09-04-2014               |            | 18-01-2021                                                                   | 16-09-2021                                                                   |
| Sudáfrica | 14-02-2002               |            | 03-08-1994                                                                   | 30-04-1995                                                                   |
| Suecia | 15-07-1955               | 02-03-1999 | 02-03-1999                                                                   | 02-05-1999                                                                   |
| Suiza | 06-05-1957               | 05-10-1961 | 10-01-1973                                                                   | 11-03-1973                                                                   |
| Surinam | 07-10-1977               |            | 29-10-1976                                                                   | 25-11-1975                                                                   |
| Túnez | 04-11-2014               |            | 10-08-2017                                                                   | 30-03-2018                                                                   |
| Turquía | 26-08-1955               | 08-05-1962 | 31-07-1985                                                                   | 29-09-1985                                                                   |
| Ucrania | 03-12-2003               |            | 02-04-2003                                                                   | 22-12-2003                                                                   |
| Uruguay | 27-07-1983               |            | 09-02-2012                                                                   | 14-10-2012                                                                   |
| Uzbekistán | 04-03-2020               |            | 25-07-2011                                                                   | 15-04-2012                                                                   |
| Venezuela | 25-07-1979               |            | 01-07-1998                                                                   | 16-03-1999                                                                   |

## Estados signatarios del convenio  de la apostilla que no son miembros de la HCCH
| Estado firmante              | Firma      | Ratificación, adhesión o sucesión | Entrada en vigor |
| ---------------------------- | ---------- | --------------------------------- | ---------------- |
| Antigua y Barbuda            |            | 01-05-1985                        | 01-11-1981       |
| Bahamas                      |            | 30-04-1976                        | 10-07-1973       |
| Bangladesh                   |            | 29-07-2024                        | 30-03-2025       |
| Barbados                     |            | 11-08-1995                        | 30-11-1966       |
| Baréin                       |            | 10-04-2013                        | 31-12-2013       |
| Belice                       |            | 17-07-1992                        | 11-04-1993       |
| Bolivia                      |            | 06-09-2017                        | 07-05-2018       |
| Botsuana                     |            | 16-09-1968                        | 30-09-1966       |
| Brunéi Darussalam            |            | 23-02-1987                        | 03-12-1987       |
| Burundi                      |            | 10-06-2014                        | 13-02-2015       |
| Cabo Verde                   |            | 07-05-2009                        | 13-02-2010       |
| Colombia                     |            | 27-04-2000                        | 30-01-2001       |
| Dominica                     |            | 22-10-2002                        | 03-09-1978       |
| Fiyi                         |            | 29-03-1971                        | 10-10-1970       |
| Granada                      |            | 17-07-2001                        | 07-04-2002       |
| Guatemala                    |            | 19-01-2017                        | 18-09-2017       |
| Guyana                       |            | 30-07-2018                        | 18-04-2019       |
| Indonesia                    |            | 05-10-2021                        | 04-06-2022       |
| Islas Cook                   |            | 13-07-2004                        | 30-04-2005       |
| Islas Marshall               |            | 18-11-1991                        | 14-08-1992       |
| Jamaica                      |            | 02-11-2020                        | 03-07-2021       |
| Kirguistán                   |            | 15-11-2010                        | 31-07-2011       |
| Kósovo                       |            | 06-11-2015                        | 14-07-2016       |
| Lesoto                       |            | 24-04-1972                        | 04-10-1966       |
| Liberia                      |            | 24-05-1995                        | 08-02-1996       |
| Liechtenstein                | 18-04-1962 | 19-07-1972                        | 17-09-1972       |
| Malaui                       |            | 24-02-1967                        | 02-12-1967       |
| Niue                         |            | 10-06-1998                        | 02-03-1999       |
| Omán                         |            | 12-05-2011                        | 30-01-2012       |
| Pakistán                     |            | 08-07-2022                        | 09-03-2023       |
| San Cristóbal y Nieves       |            | 26-02-1994                        | 14-12-1994       |
| Samoa                        |            | 18-01-1999                        | 13-09-1999       |
| San Marino                   |            | 26-05-1994                        | 13-02-1995       |
| San Vicente y las Granadinas |            | 02-05-2002                        | 27-10-1979       |
| Santa Lucía                  |            | 05-12-2001                        | 31-07-2002       |
| Santo Tomé y Príncipe        |            | 19-12-2007                        | 13-09-2008       |
| Senegal                      |            | 13-08-2022                        | 23-03-2023       |
| Seychelles                   |            | 9-06-1978                         | 31-03-1979       |
| Suazilandia                  |            | 3-07-1978                         | 06-09-1968       |
| Tayikistán                   |            | 20-02-2015                        | 31-10-2015       |
| Tonga                        |            | 28-10-1971                        | 04-06-1970       |
| Trinidad y Tobago            |            | 28-10-1999                        | 14-07-2000       |
| Vanuatu                      |            | 01-08-2008                        | 30-07-1980       |

## Estados miembros de la HCCH que no son signatarios de la Convención de la Apostilla
| Estado miembro | Fecha de adhesión a HCCH |
| -------------- | ------------------------ |
| Burkina Faso   | 16-10-2013               |
| Egipto         | 24-04-1961               |
| Jordania       | 13-06-2001               |
| Malasia        | 02-10-2002               |
| Sri Lanka      | 27-09-2001               |
| Tailandia      | 03-03-2021               |
| Unión Europea  | 03-04-2007               |
| Vietnam        | 10-04-2013               |
| Zambia         | 17-05-2013               |

## Doble apostilla
En algunos países los documentos traducidos por traductores públicos o traductores jurados necesitarán una doble apostilla. La primera apostilla se realiza antes de traducir el documento. El documento se traduce entonces junto con la apostilla. La segunda apostilla se efectúa después de traducir el documento y legalizar la traducción pública.